# 农历八月
农历八月，也稱桂月，农历一年中第八个月份（如果之前没有闰月），仲秋，桂月，建酉之月（鸡月），律中南吕，以秋分为中气。
日本稱農曆八月為「葉月」，有「葉落之月」、「稻穗飽滿」的意思。

## 主要节日
- 八月初三，五年千歲徐千歲誕辰
- 八月十二，五年千歲何千歲誕辰
- 八月十五，中秋節、福德正神成道日、太陰星君誕辰
- 八月十八，钱塘江观潮节
- 八月廿二，燃灯古佛誕辰、廣澤尊王成道日
- 八月廿七，孔子誕辰